# George Fisher
George "Corpsegrinder" Fisher, född 8 juli 1970 i Baltimore, Maryland, är sedan 1995 sångare i death metal-bandet Cannibal Corpse. Han är bland annat känd för sitt vilda headbangande på scen. Han är även sångare i bandet Paths of Possession samt var förste sångaren i Monstrosity.

## Diskografi

### Soloalbum
- Corpsegrinder (2022)

### Cannibal Corpse
- Vile (1996)
- Gallery of Suicide (1998)
- Bloodthirst (1999)
- Gore Obsessed (2002)
- The Wretched Spawn (2004)
- Kill (2006)
- Evisceration Plague (2009)
- Torture (2012)
- A Skeletal Domain (2014)
- Red Before Black (2017)

### Monstrosity
- Imperial Doom (1992)
- Millennium (1996)

### Paths of Possession
- The Crypt of Madness (2003)
- Promises in Blood (2005)
- The End of the Hour (2007)

### Voodoo Gods
- Anticipation for Blood Leveled in Darkness (2014)